# Ioan Radu Budeanu
Radu Ioan Budeanu (n. 22 decembrie 1979, București) este un jurnalist român.
Provine dintr-o familie de jurnaliști, tatăl, Radu Budeanu, un reputat comentator de politică externă, a lucrat în Televiziunea Română în anii '70, iar după aceea, până în '90 a fost redactor-șef al revistei de politică externă Lumea.
Mama, Delia Budeanu, lucra la Televiziunea Română, fiind prezentatoare de programe și realizatoare de emisiuni.  
Radu Ioan Budeanu a făcut Jurnalistică (SSJ), iar în 1999 a intrat în presă.
Colaborator la departamentul de Investigații al ziarului Ziua.
În 2002 era numit redactor-șef și i se dădea pe mână o revistă care urma să se lanseze, STAR, care după primele câteva luni devenea liderul pieței de săptămânale.
În 2004 Budeanu fonda propria revistă, Ciao!, care după 4 luni devenea lider de piață.
În 2006 ianuarie prelua cotidianul Averea, care de la 400 de exemplare vândute pe zi îl duce în 8 luni de zile la peste 30.000 de exemplare.
Îl vîndu lui Dinu Patriciu, împreună cu titlul Click!, în care Averea s-a transformat.
În aprilie 2007 lansa Cancan, un tabloid care în mai puțin de un an, adică în februarie 2008 ajungea la peste 100.000 exemplare pe zi.